# Kristen Vadgaard
Kristen Møller Vadgaard, född 2 juni 1886, död 16 februari 1979, var en dansk gymnast.
Vadgaard tävlade för Danmark vid olympiska sommarspelen 1912 i Stockholm, där han var med och tog silver i lagtävlingen i svenskt system. 